# Fatma Samoura
Fatma Samba Diouf Samoura (nascida em 9 de setembro de 1962) é uma ex-diplomata e executiva sênior senegalesa. Ela foi nomeada a primeira secretária-geral da FIFA pelo presidente Gianni Infantino, em 13 de maio de 2016 e assumiu seu cargo em 20 de junho do mesmo ano.  Anteriormente, ela trabalhou em vários cargos nas Nações Unidas. Em 2018, a Forbes a classificou como número 1 em sua lista de mulheres mais poderosas em esportes internacionais, e a BBC a listou como uma de suas 100 mulheres mais inspiradoras do ano.

## Carreira
Depois de ingressar no Programa Mundial de Alimentos das Nações Unidas (PMA), em 1995, ela atuou como Diretora do Programa Alimentar Mundial (PMA), das Nações Unidas, em Djibuti e no Camarões, ambos países africanos. Ela também trabalhou na sede do PMA, em Roma, na Itália. Ela cobriu várias emergências complexas, incluindo Kosovo, Libéria, Nicarágua, Serra Leoa e Timor-Leste.
Em 1º de novembro de 2007, o secretário-geral da ONU, Ban Ki-moon, em consulta com o subsecretário-geral para Assuntos Humanitários, John Holmes, a nomeou vice-coordenadora humanitária (DHC) para o leste do Chade, na África. Ela morava na cidade de Abéché, no Chade, localizada a aproximadamente 80 km a oeste da fronteira com a região de Darfur, no Sudão, que estava sendo devastada pelo conflito. Atualmente, o Chade abriga mais de 280.000 refugiados e mais de 170.000 deslocados internos (IDPs), a maioria dos quais na região leste, e ela foi incumbida de trabalhar para o retorno deles. Entre suas funções está dar apoio e orientação a uma equipe composta por sete agências das Nações Unidas e mais de 40 organizações não-governamentais (ONGs) internacionais que atuam no leste do Chade.

### FIFA
Em junho de 2016, ela assumiu o cargo de secretária-geral da Federação Internacional de Futebol (FIFA), responsável por supervisionar o lado comercial e operacional da organização. Ela substituiu Markus Kattner, que estava envolvido em corrupção.
Poucos meses depois de conseguir o emprego, uma controvérsia eclodiu no Reino Unido sobre as regras que proíbem que os jogadores usem o símbolos de papoula de lembrança, uma flor artificial usada para celebrar os militares que morreram na guerra. Em 3 de novembro de 2016, Fatma Samoura declarou que Inglaterra, Escócia e País de Gales seriam punidos se usassem a papoula no Dia da Memória, já que a FIFA a classifica como um símbolo político. "A Grã-Bretanha não é o único país que sofre com a guerra", disse ela. "A Síria é um exemplo. Meu próprio continente [africano] foi dilacerado pela guerra durante anos. A única questão é 'por que estamos abrindo exceções para apenas um país e não para o resto do mundo?'" A primeira-ministra do Reino Unido, Theresa May, condenou a FIFA e disse ao Parlamento que a decisão de Fatma Samoura foi "totalmente ultrajante".

## Reconhecimento
2018 - Lista das 100 mulheres mais inspiradoras do mundo, da BBC.